# Lidingöbroarna
Die Lidingöbroarna (schwedisch für Lidingö-Brücken) verbinden seit 1803 Stockholm mit der vorgelagerten Insel Lidingö über den Fjord Lilla Värtan. Aktuell existieren zwei Brücken parallel, die 1971 eröffnete (Nya) Lidingöbron, die den Länsväg 277 sechsstreifig überführt, und die 2022 eröffnete Lilla Lidingöbron für den Umweltverbund aus Fuß- und Radverkehr sowie der Vorortbahn Lidingöbanan.

## Erste Brücke (1803 bis 1884)

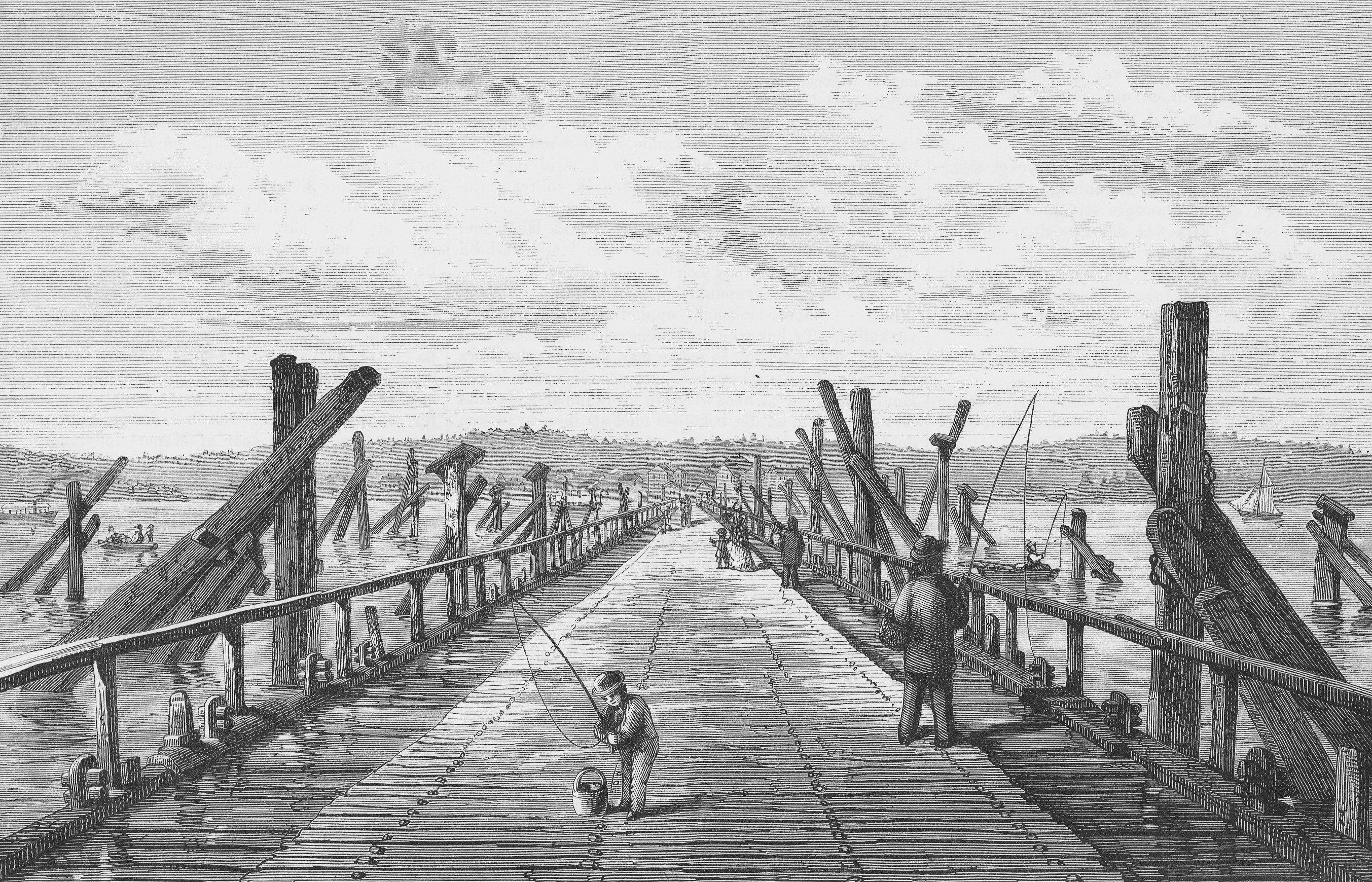
Die erste Brücke von Larsberg nach Norra Djurgården gesehen (Illustration Otto August Mankell, 1884)

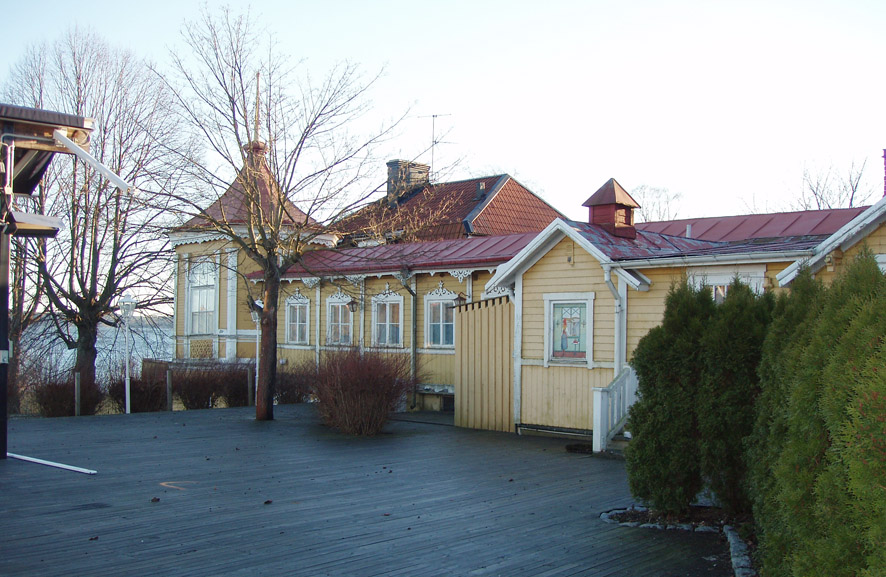
Das historische Wirtshaus Lidingöbro am ehemaligen südlichen Brückenkopf (2008)

Die erste Lidingöbrücke wurde zwischen Lidingön und Norra Djurgården gebaut. Es handelte sich um eine schwimmende Brücke, die von 1802 bis 1803 über den Lilla Värtan zwischen Larsberg auf Lidingö und dem Kaknäs-Gebiet auf der Stockholmer Seite gebaut wurde. Der Initiator der Brücke war Lars Fresk (1758–1830), der auf Elfviks Hof einen Textilbetrieb besaß. Der Standort für die Brücke wurde vor allem im Hinblick auf die Tatsache ausgewählt, dass dort die Wassertiefe geringer ist als bei der späteren Verbindung zwischen Torsvik und Ropsten. Auch war es für die großen Bauernhöfe im Süden von Lidingö, einschließlich Skärsätra, eine deutlich kürzerer Transportweg für landwirtschaftliche Produkte nach Stockholm.
Die fast 800 Meter lange und 7 Meter breite Brücke war seinerzeit eine der längsten schwimmenden Brücken Europas. Segelschiffe konnten an einer Brückenklappe auf der Djurgård-Seite durchfahren. Bei einem Sturm im November 1811 wurde das der Djurgård-Seite am nächsten gelegene Brückenteil schwer beschädigt. Auf der Gemeindeversammlung im Februar 1812 wurde vorgeschlagen, den Fährverkehr in Torsvik wieder aufzunehmen und die Brücke abzureißen, da davon ausgegangen, dass sie sich an einer Stelle befand, die bei schlechtem Wetter zu exponiert war. Die Brücke wurde jedoch repariert und konnte nach etwa einem Jahr wieder in Betrieb genommen werden.
Bei einem weiteren Sturm im Zusammenspiel mit Eisbruch wurden am Ostermontag, 5. April 1858, drei Viertel der Brücke zerstört. Die Verbindung zwischen Djurgårdslandet und Lidingön wurde dadurch unterbrochen, was für die Lidingö-Bewohner große Unannehmlichkeiten zur Folge hatte. Aber auch die Bevölkerung Stockholms, die den größten Teil ihrer Milchversorgung aus den großen Bauernhöfen der Insel bezog, erlitt erhebliche Nachteile. Wie bedeutend die Lidingöbrücke seinerzeit war, wird daraus ersichtlich, dass der Milchpreis in der Hauptstadt nach der Zerstörung der Brücke binnen Tagen auf fast das Doppelte stieg. Noch im selben Jahr, bis Ende Oktober, wurde die Brücke repariert und wieder in Betrieb genommen. Als dann Värtahamnen gebaut wurde, war die schwimmende Brücke den größeren Schiffen im Weg. Die Stadt Stockholm kaufte die Brücke 1883 und riss sie im Frühjahr 1884 ab. Der Name der Ortslage Lidingöbro am südöstlichen Ende von Norra Djurgården bezieht sich noch immer auf den ehemaligen Brückenkopf dort und lebt bis heute auch im Gasthaus Lidingöbro weiter.

## Zweite Brücke (1884 bis 1913)

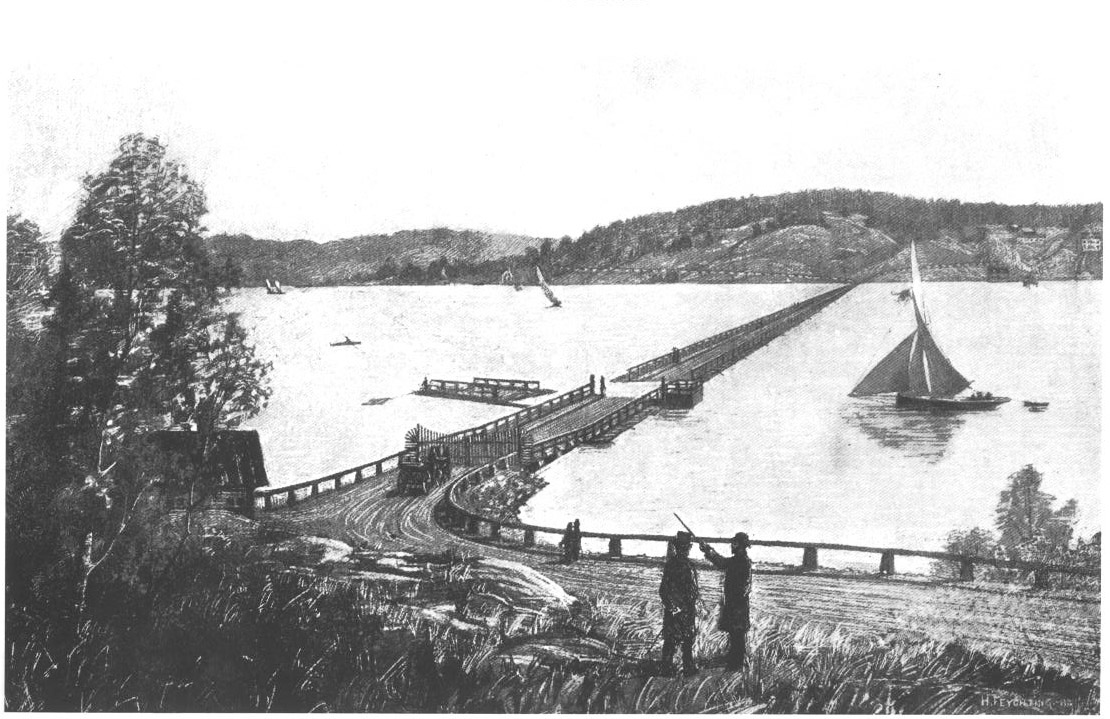
Die zweite schwimmende Brücke (Zeichnung H. Feyting, 1884)

Die Stadt Stockholm baute gleichzeitig zum Abriss der ersten eine neue schwimmende Brücke zwischen Ropsten und Torsvik und somit erstmals auf derselben Trasse wie die heutigen Lidingöbrücken stehen. Die zweite Brücke, die 1884 für den Verkehr freigegeben wurde, hatte eine Länge von 750 Metern und eine Breite von etwa neun Metern. Handbetätigte Öffnungsklappen an jedem Ende der Brücke ermöglichten die Durchfahrt kleinerer Schiffe. Die neue Floßbrücke war deutlich stärker als ihre Vorgängerin und wurde auf zwei Lagen Rundholzstämmen gebaut, die mit starken Brettern bedeckt waren. Für die Verankerung am Meeresboden waren alle 24 Meter große Steinkisten zuständig, die eine gewisse Beweglichkeit sowohl vertikal als auch seitlich ermöglichten. Bei rauem Wetter sah die Brücke aus wie eine sich schlängelnde Schlange, aber sie war der Aufgabe gewachsen. Allerdings war es bei starkem Wind ein Abenteuer, die Brücke zu überqueren. Sie war nicht für höhere Lasten als das entsprechende Pferdefuhrwerk ausgelegt, weshalb die um die Jahrhundertwende 1900 zunehmend breiteren Autos und Lastwagen die Brücke bis an ihre Kapazitätsgrenze belasteten. Die Höchstgeschwindigkeit für Pkw wurde auf 10 km/h, für Lkw auf 8 km/h festgelegt. Für überdachte Kutschen, Fußgänger, Radfahrer und Vieh wurden Brückenzölle in unterschiedlicher Höhe erhoben.
Holzverbrauch für die schwimmende Brücke von 1884:
- Rundholz, Fichte 9" (Zoll), ca. 67.000 lfm
- Balken und Holme, Kiefer von 9" x 11" bis 3" x 4", ca. 6.000 Kubikfuß
- Planken 3" x 9", ca. 7.000 Stück, ca. 21.000 Kubikfuß

## Dritte Brücke (1913 bis 1925)
Die Holzbrücke wurde mehrfach durch Eisgang und Stürme schwer beschädigt, so dass eine stärkere Brücke notwendig wurde, um die Verbindung mit Stockholm sicherzustellen. Bereits 1906 beantragte die Lidingö Trafik AB bei der Königlichen Majestät eine Konzession für eine neue Brücke, die auch Schienenverkehr bewältigen konnte. Diese Anwendung wurde nie realisiert, da die Stadt Stockholm, der die Holzbrücke gehörte, sie 1913 durch eine neue neun Meter breite Pontonbrücke ersetzte, die dem starken Verkehr besser standhalten konnte. Gleichzeitig begannen sie jedoch über eine neue moderne Brücke nachzudenken, um dem immer intensiveren Fahrzeugverkehr gerecht zu werden, der zu diesem Zeitpunkt mehr als 1000 Fahrzeuge pro Tag betragen konnte.
Bevor die Stahlbrücke, die vierte Brücke, gebaut wurde, fuhren einige Straßenbahnen von der Norra Lidingöbanan aus mit der Fähre zwischen Ropsten und einer Fährhaltestelle in Islinge auf Lidingö.

## Vierte Brücke: Gamla Lidingöbron (1925 bis 2022)

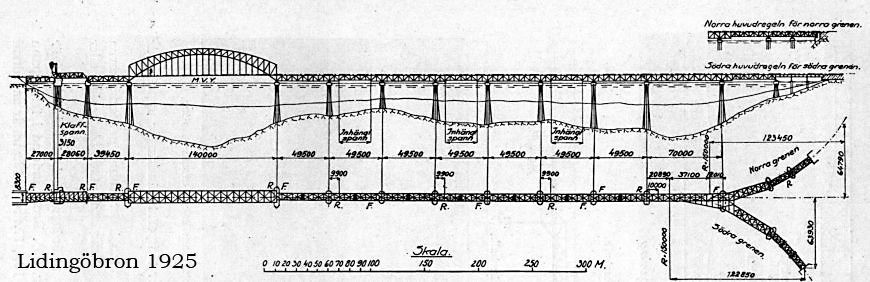
Konstruktionszeichnung der Gamla Lidingöbron

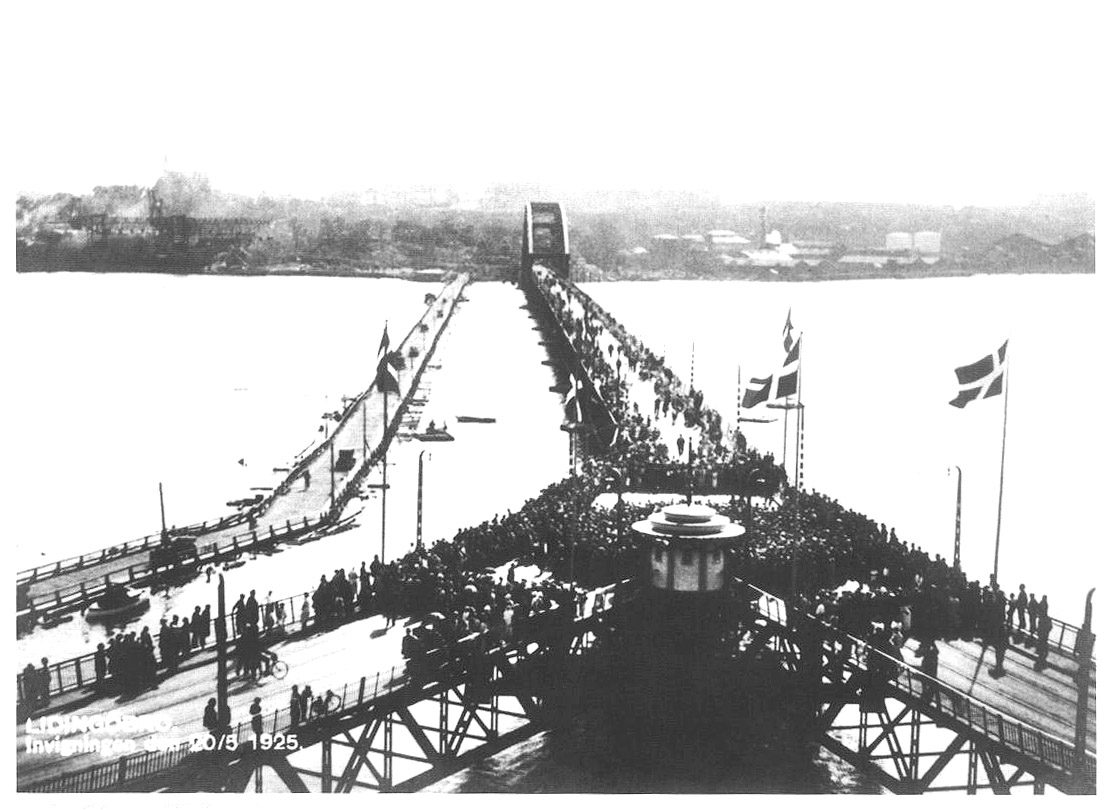
Brückeneinweihung am 20. Mai 1925, links die dritte, die Pontonbrücke

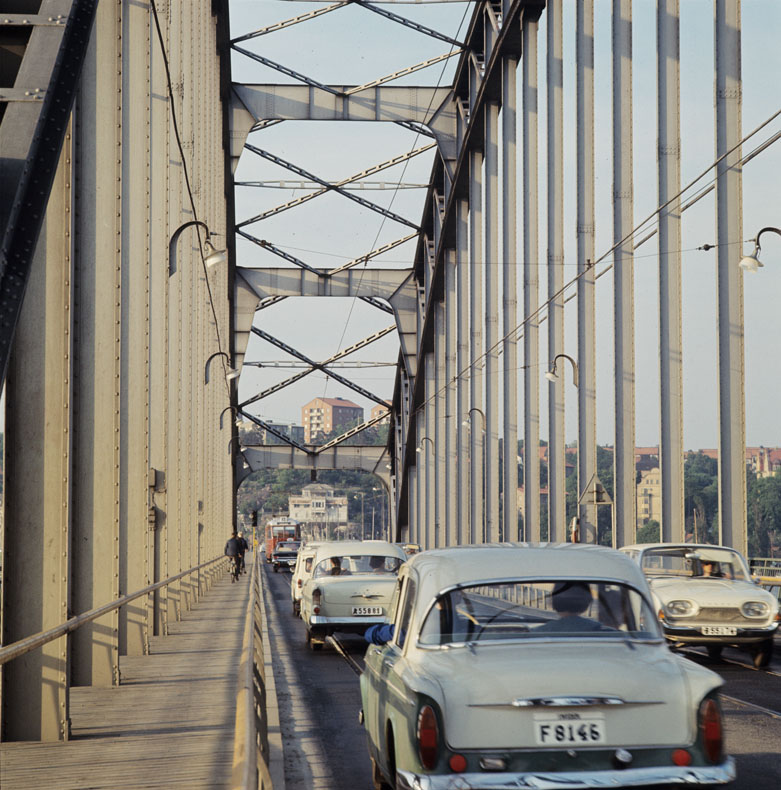
Der Straßenverkehr auf der vierten Brücke in den 1960er-Jahren

Schnell wurde klar, dass eine moderne Stahl- oder Betonbrücke auf Fundamenten bis zum Felsgrund am Meeresboden zwingend erforderlich war, um dem immer stärker werdenden Verkehr gerecht zu werden. Es wurden auch Anträge gestellt, den schienengebundenen Güterverkehr von Industriebetrieben auf Lidingö und den Straßenbahnverkehr für den Personenverkehr nach Stockholm überführen zu können.
Um 1913 begannen die Vorarbeiten für eine neue moderne Brücke, die zu einer sehr langwierigen Diskussion verschiedener Akteure mit unterschiedlichen Willen führten, die das Planung in die Länge zog. Unter anderem gab es lebhafte Diskussionen über den Besitz einer neuen Brücke und darüber, in welche Art von Brücke man investieren sollte. Die drei prominenteren Akteure waren Lidingö Trafik AB, die besondere Interessen am Schienenverkehr hatte und bereits 1906 einen Konzessionsantrag eingereicht hatte, die Stadt Lidingö (damals Köping) und der dritte Akteur, die Stadt Stockholm, das sich seinerseits auch an den König gewandt hatte, um die Brücke zu bauen. Die Diskussionen schienen nie zu enden und 1914 lehnte der König ab. Der Maj prüfte alle eingegangenen Konzessionsanträge vollständig und bot an, einen unabhängigen Projektmanager zu ernennen, um zu versuchen, die verschiedenen Parteien in einem gemeinsamen Aktionsplan zu vereinen.
1917 wurde Vilhelm Hansen, damals Leiter des staatlichen Elektrizitätsunternehmens Vattenfall, zum Vorsitzenden des neu gegründeten Lidingö-Brückenausschusses gewählt, der schließlich Lidingö/Köping und der Stadt Stockholm die Aufgabe übertrug, gemeinsam für das Projekt verantwortlich zu sein sowie Ausschreibungen und Kostenbeteiligung für die neue Brücke regelte. Angebote gingen ein, aber nur zwei der Angebote erfüllten die festgelegten Anforderungen. Eines von einem Konsortium bestehend aus drei verschiedenen Unternehmen, darunter Skånska Cementgjuteriet, und das andere von der Baufirma Kreuger & Toll Byggnads AB.
Henrik Kreuger, der ab 1908 als Berater für Kreuger & Toll tätig war (nach der Umstrukturierung 1917 Kreuger & Toll Byggnads AB), war 1916 Vorstandsmitglied der Lidingö-Brücke. Während dieser Zeit war er auch Mitglied des Brückenrats zum Bau der Eisenbahnbrücke über den Årstaviken im Jahr 1923. Das Konsortium mit Skånska Cementgjuteriet hatte das niedrigste Angebot abgegeben und den Auftrag erhalten. Der Bau begann 1917, doch 1921 kündigte die Lidingö-Brückenverwaltung den Vertrag aufgrund aufgetretener technischer und organisatorischer Probleme. Ein ganzes Jahr lang ruhte zudem die Arbeit wegen eines Streiks. Die weitere Arbeit wurde dem neu gegründeten Svenska Brobyggnadsaktiebolaget übertragen, das die Arbeiten abschloss. Die Bauzeit betrug insgesamt 7 ½ Jahre.
Die Gamla Lidingöbron war eine Fachwerkkonstruktion aus genieteten Stahlplatten mit einer Länge von 750 Metern und einer Breite von etwas mehr als neun Metern. Die Brücke hatte auf der südlichen Seite eine Stahlbogenbrücke mit einer Spannweite von 140 Metern bei einer lichten Höhe von 5,3 Metern. Ein 20 Meter langer Brückenabschnitt als Klappbrücke ermöglichte die Durchfahrt sowohl für Schlepper als auch für kleinere Mastschiffe. Das Ventil erhielt die gleiche Art von Mechanik wie die 1922 fertiggestellte Danviksbron und ist ein gutes Beispiel für fortschrittliche Technik von Mechanik und Getrieben im frühen 20. Jahrhundert, bevor die Hydraulik auch für größere Aufgaben ernsthaft Einzug hielt. Nach Norden schlossen sich sieben Balkenbrücken von je 49,5 Metern Länge an, als Letzte eine weitere Balkenbrücke mit 70 Metern Länge. Diese stellte die Landverbindung her, die in zwei Rampen, eine sich in Richtung Norden, ein in Richtung Süden wendend, mündete.
Die Brücke hatte einen Fahrstreifen für Pkw und Lkw in jede Richtung, kombiniert mit doppelten Eisenbahngleisen in den Fahrstreifen für die Straßenbahnlinie 21 nach Süd-Lidingö und die Straßenbahnlinie 20 nach Nord-Lidingö sowie für Güterzüge nach Süd-Lidingö.
Nach Eröffnung der fünften Brücke im Jahr 1971 verblieb der Fuß- und Radverkehr sowie der Betrieb der Lindigöbanan bis 2022 auf der Brücke. Bis 2024 wurde die Brücke abgerissen, was sich aufgrund der Lage zwischen den beiden neueren Brücken sowie der zu bewegenden Massen als kompliziertes Projekt erwies.

## Fünfte Brücke: (Nya) Lidingöbron (seit 1971)

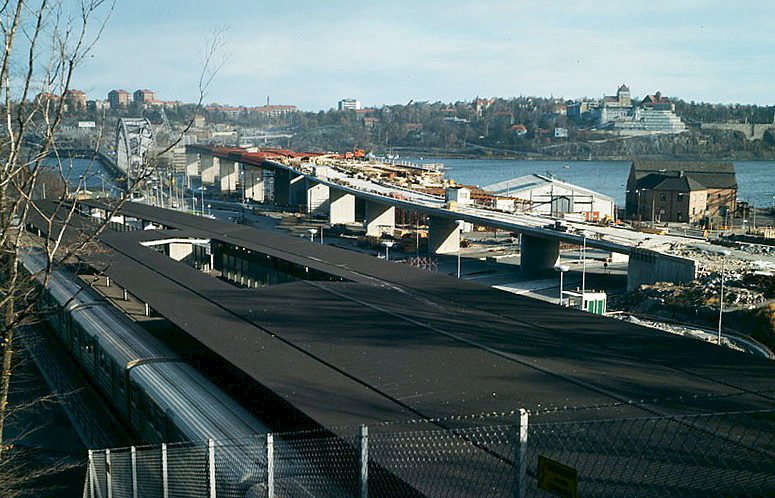
Die Brücke im Bau in 1969, im Bildvordergrund der U-Bahnhof Ropsten

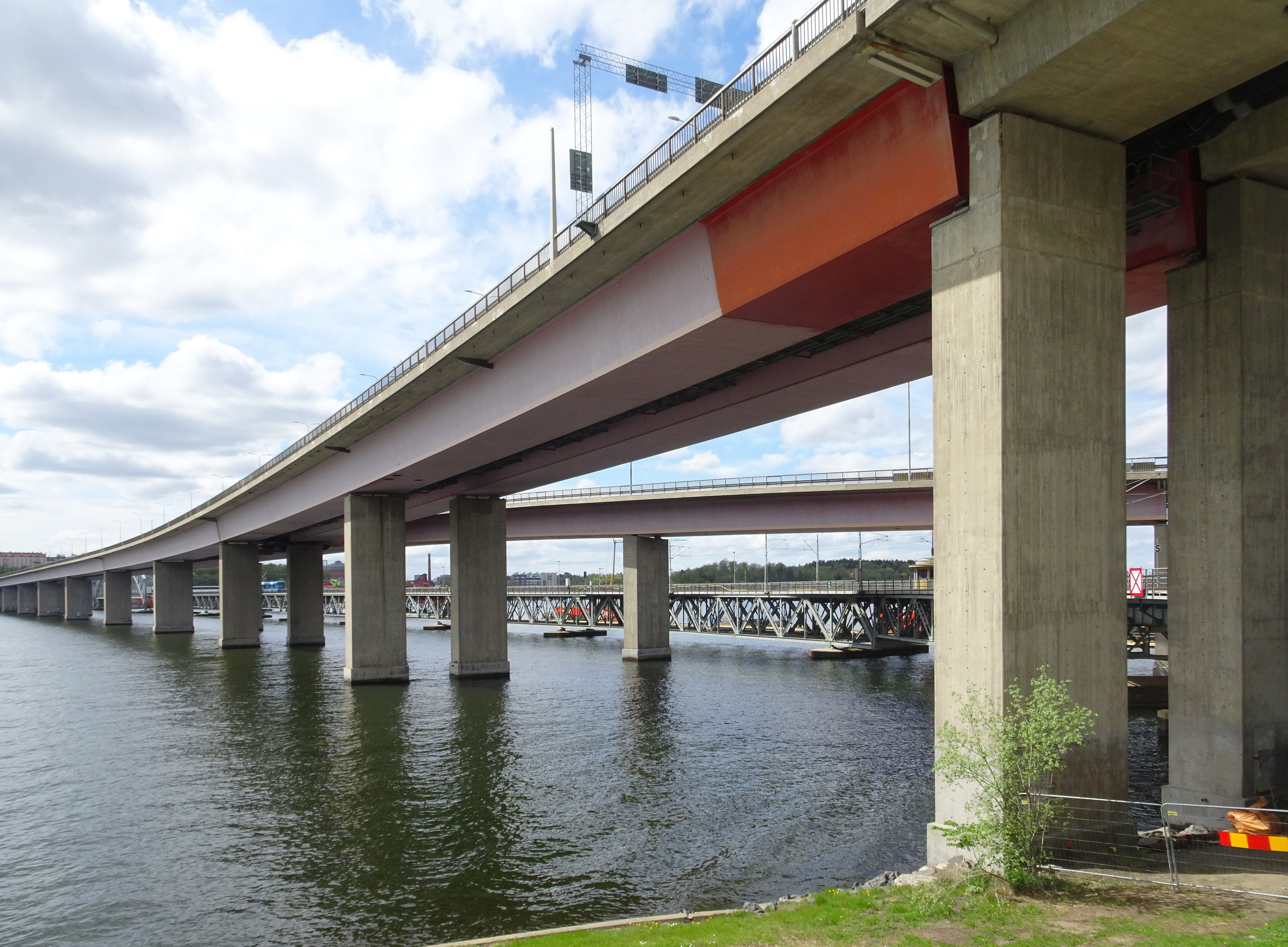
Die (Nya) Lidingöbron in 2021, dahinter die Gamla Lidingöbron

Bereits in den 1950er-Jahren war die Gamla Lidingöbron am Rande ihrer maximalen Kapazität angelangt. Die stark wachsende Bevölkerung auf Lidingö und die daraus resultierende zunehmende Verkehrsintensität erforderten schnelle Maßnahmen. Der Stadtrat von Lidingö beschloss am 28. November 1961, der Stadtrat von Stockholm am 22. Januar 1962, sich grundsätzlich für den Bau einer neuen Lidingö-Brücke auszusprechen. Nach den ursprünglichen Plänen aus den frühen 1960er Jahren sollte sie aus zwei Autobahnbrücken bestehen und die ältere Gamla Lidingöbron von 1925 ersetzen. Von den beiden Autobahnbrücken wurde nur die südliche gebaut und die Gamla Lidingöbron musste bestehen bleiben.
Der Bau der (Nya) Lidingöbron (schwedisch für (Neue) Lidingöbrücke) begann 1968, sie wurde am 7. Oktober 1971 eingeweiht und erhielt 1973 ihren Namen. Bei der Brücke handelt es sich um eine Balkenbrücke aus geschweißten Stahlkastenkonstruktionen mit einer Abdeckung aus Stahlbeton als Unterlage für die Asphaltfahrbahn. Die Brückensegmente stehen auf Betonpfeilern, deren Fundamente unterhalb der Wasseroberfläche auf Bündeln betongefüllter Stahlrohrpfähle stehen, die bis in den festen Fels des Meeresbodens reichen, maximal 58 Meter. Insgesamt wurden 450 Pfähle gesetzt.
Die Brückensegmente wurden schwimmend von der Finnboda-Werft, wo sie hergestellt wurden, heran eschleppt und von einem Schwimmkran auf die Brückenpfeiler gehoben. Die Brücke ist insgesamt 997 Meter lang (davon 724 Meter über Wasser) und 24 Meter breit und hat eine segelfreie Höhe von 12,5 Metern. Die Brücke besteht aus 10 Feldern mit einer maximalen Spannweite von 73,5 Metern. Für den Fahrzeugverkehr erhielt die Brücke je drei Fahrstreifen pro Fahrtrichtung. Die Brücke ist für Fuß- und Radverkehr gesperrt, dieser wurde stattdessen über die Gamla Lidingöbron geleitet, die im Gegenzug für den Autoverkehr gesperrt wurde. Die Brückenkästen waren ursprünglich leuchtend rot gestrichen mit einem gelben Effektstreifen entlang der Unterkante. Die Farbe ist mit der Zeit verblasst.
Die (Nya) Lidingöbron wurde von der gemeindeeigenen AB Gekonsult auf der Grundlage des Verkehrsplans von 1960 entworfen. In Richtung Stockholm sollte sie als doppelte Autobahnbrücke eine Verbindung zum nie realisierten Rådmansleden herstellen. Im Nordosten sollte die Lidingöbron Teil einer Autobahn werden, die über Sticklinge und Trolldalen durch Lidingön und dann weiter nördlich über Askrikefjärden und Storholmen nach Bogesundslandet und Vaxholm führen sollte. Diese Planungen wurden nie verwirklicht.

## Sechste Brücke: Lilla Lidingöbron (seit 2022)

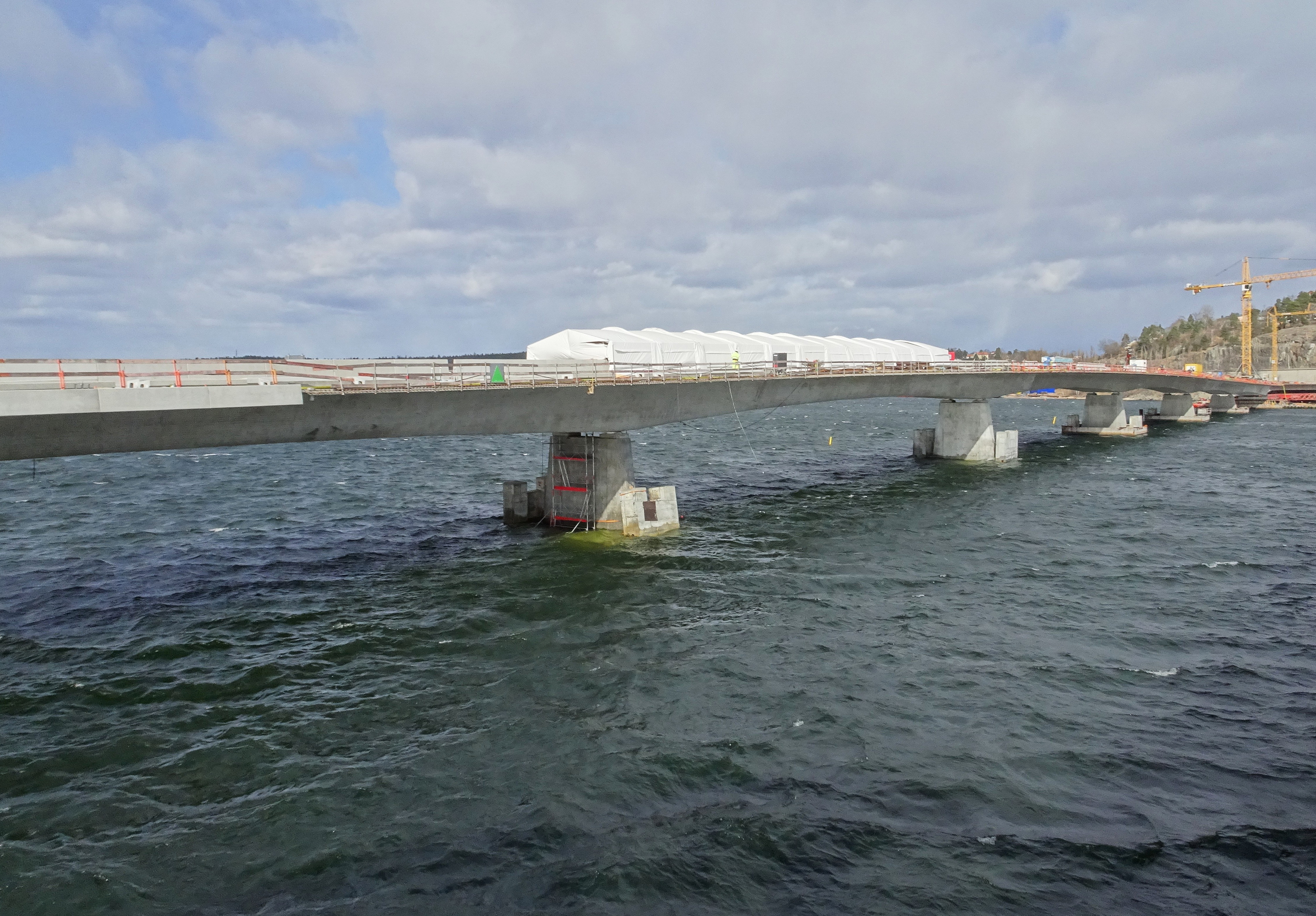
Lilla Lidingöbron im Bau im März 2022

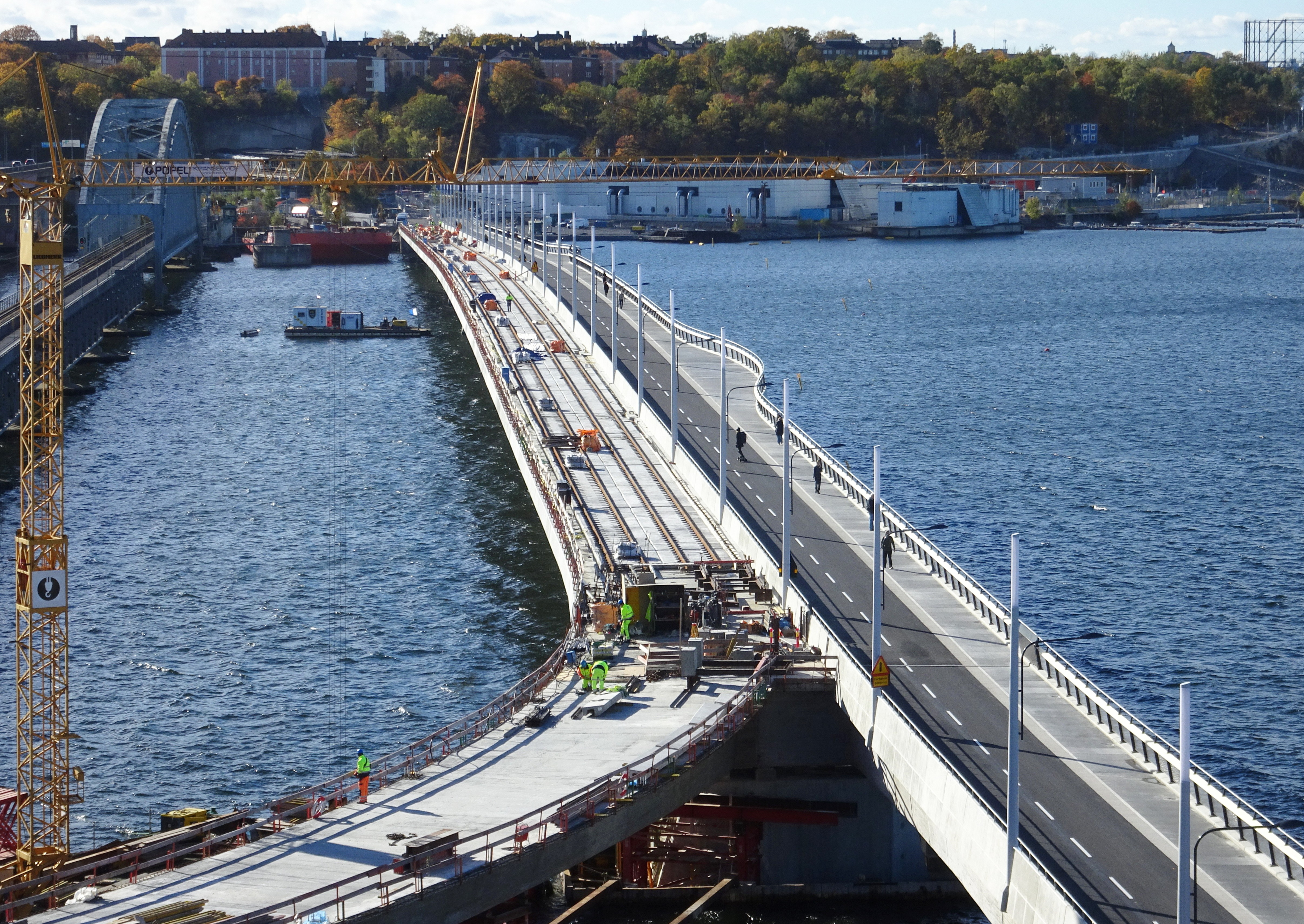
Die sechste Brücke am Eröffnunsgtag für den Fuß- und Radverkehr am 11. Oktober 2022

Nördlich der Gamla Lidingöbron wurde die Lilla Lidingöbron (schwedisch für Kleine Lidingöbrücke) gebaut. Sie ist rund 750 Meter lang und verfügt über 16 Brückenpfeiler und 15 Brückensegmente. Die Breite beträgt knapp über 16 Meter (Außenmaße), wovon 8 Meter die Verkehrsfläche für die zweigleisige Lidingö-Linie und 7,4 Meter für Fuß- und Radverkehr sind. Lilla Lidingöbron hat eine lichte Höhe zwischen 5,5 Metern (Stockholmer Seite) und 7 Metern (Lidingöer Seite) und kann nicht geöffnet werden. Größere Schiffe müssen den Umweg über Askrikefjärden nehmen. Die Brücke wurde als Spannbetonbrücke mit Fundamenten für die Brückenstützen im Wasser errichtet. Die Gründung der Brückenstützen wurde zur Herausforderung. Die durchschnittliche Wassertiefe im Lilla Värtan beträgt hier etwa 20 Meter und dann geht es noch einmal 20 Meter bis zum festen Fels. Insgesamt waren 198 Stahlpfähle erforderlich, die jeweils einen Durchmesser von 800 Millimetern haben.
Die Brücke wurde schlüsselfertig vom Schweizer Bauunternehmen Implenia gebaut, das den Ausschreibungswettbewerb gewonnen hat. Die Gesamtkosten betrugen 727 Millionen SEK und die Lebensdauer der Brücke wird voraussichtlich 120 Jahre betragen. Die Bauzeit war vom Herbst 2018 bis Ende 2022.
Nach diversen baulichen und technischen Problemen sowie den daraus resultierenden mehrfachen Verschiebungen wird der Straßenbahnverkehr auf der Brücke nunmehr am 28. Mai 2024 aufgenommen.